# Ала (митологија)
Ала је биће из митологије Јужних Словена. Вјеровање о постојању овог митолошког бића је раширено међу становницима у Србији (Јужна и источна Србија, Поморавље и Косово), Македонији и у западној Бугарској.

## Етимологија назива
Назив ала потиче од грчке ријечи халази (грч. χαλάζι), што значи град.
У неким крајевима се могу пронаћи и други називи за алу, као што су:
- у Србији: алетина, алина, алосија и алчина;
- у Бугарској и у Македонији: хала (буг. хала, мкд. хала).

У народним предањима се често могу наћи и лична имена за поједине але (што је слично предањима везаним за виле). Тако у источној Србији але се зову: Калина, Магдалена, Огршћана, Смиљана; у јужној Србији (околина Лесковца): Бугорка, Добрица, Драгија, Загорка, Илинка, Јевросија, Румунка, Рускиња.
Назив ала среће се у устаљеним погрдним изразима или у поређењима. Ријеч алавост потиче од назива овог митолошког бића, и користи се за некога које прождрљив. Ријеч халабука такође потиче од назива овог митолошког бића, и користи се за опис велике буке. Ријеч ала у народним изразима такође означава и студени вјетар сјеверац (знан још као алаука или халаука) који чупа дрвеће и односи кровове. Занимљива је чињеница и то да у Банату, у обичајима банатских Хера, постоји свадбени обичај - игра чији назив ала или курјак чији назив потиче од назива овог митолошког бића. Такође у неким крајевима ала може бити синоним за змаја, аждају или ламју.

## Опис але у митологији и народним предањима
У митологији и народним предањима постоји неколико различити описа але који варирају од краја до краја:
- По неким предањима ала је демонско биће атмосферски појава, са црвеним крилима, понекад описивано као антропоморфно[9]. Такође се спомиње да се може појавити у облику великог орла за вријеме олује[1][2];
- По другим предањима ала је приказа у облику мршавог прождљивог блиједог човјека који прождире људима урод са њива, из воћњака и винограда[1][2];
- У околини Бољевца и у околини Самокова ала је описивана као велико биће у виду снажног вртлога вјетра црне боје који купи све пред собом, а иза себе оставља пустош[1][2][5][10];
- у Хомољу ала је описивана као велико двоглаво змијолико биће у виду снажниог вртлога вјетра црне боје, са четири ноге са по шест прста и са великим репом у облику сабље. Ово биће има способност да мјења свој облик[1][2];
- На Косову ала је описивана као велика лебдећа змија која спушта свој реп до земље, а главу крије у облацима. Вјерује се да ако је човјек икад уогледа, да ће га она "скренути с ума"[1][2];
- У околини Лесковца ала је описивана као велико змијолико биће која може да лебди, има коњску главу са великим устима која смрде, и уз себе носи велику дрвену кашику са којом односи урод са њиве. Такође ово биће има моћ да се преобрази у јато од 12 гавранова који односе урод из винограда и воћњака[1][2];
- У Левчи ала је описивана као велика крилата змија која борави у језерима и изазива олује[1][2];
- У околини Пасјана ала је описивана као велика змија са кријестом на глави[1][2];
- У околини Књажевца ала је описивана као велика троглава змија која може да лебди. У једним устима носи виле и вјетрове, из други уста пушта непогоде и заразне болести, а из трећи пушта зле чини[1][2][11];
- По веровању из околине Карнобата, у Врачанској области и у Плевенској области ала је огромно морско чудовиште које изазива таласе и једе људе[1][2];

У митологији и народним предањима постоји неколико различити начина како настаје ала:
- По једном народном вјеровању када змија која наврши сто година постаје ала;
- По народном вјеровању из западне Бугарске, када смук наврши четрдесет година, постаје ала и више не живи на земљи, него на небу међу звијездама;

Заједничко за све описе ала је то да су то снажна, бучна, прождрљива и незаситна бића јер све што се пред њима нађе оне поједу. Према предањима оне живе на небу међу звијездама, у пећинама, у језерима, на врховима планина или у великом дрвећу. Але могу бити добре и зле. Добре але штите људима њиве, винограде и воћњаке од злих ала, али и награђују добре људе и кажњавају зле. Према народном веровању с Копаоника, у мјесту Црна Глава, док је ала живела у језеру на тој планини, све је боље рађало. Она је и чувала љетину тога краја да је не однесу друге але. Онда су Римљани заковали површину тог језера гредама са металним шиљцима окренутим надоље, који су пробили алу и она је нестала. Од тог времена, по веровању, род је знатно мањи и град често бије љетину. Зле але се највише јављају и пакосте људима у првој половини љета, када оне предводе црне градоносне облаке и олујни вјетар. Тада оне уништавају, односе и прождиру дозрело жито и друге усјеве са њива, као и уроде из воћњака и винограда. Такође се спомиње да але отимају и једу стоку, као и да односе и испијају млијеко кравама, овцама и козама. У неким предањима се спомиње да су але и људождери који жуде за људској крви. По предању, оне хватају дјецу, односе их у своја станишта и тамо прождиру. У њиховим стаништима се могу пронаћи разбацане многе дечје кости и проливена крв.
За опасна мјеста, на којима се але појављују, сматрају се уврате (мјеста гдје се окрећу стока и плуг при орању њиве) и браници (насипи на водоплавном земљишту). У Поморављу на тим мјестима беру тзв. "алске траве" које употребљавају у бајању. Але се могу срести и ноћу уочи већих празника, као и у периоду тзв. "некрштених дана" (тј. у дане од православног Божића до Богојављења) када свраћају људе са путева, заскачу их за врат и јашу их (сам опис овог напада але на људе је сличнан нападу дрекавца и караконџуле). Такође, кад се але скупе на једном мјесту, оне играју у колу и тако створе вртлог вјетра опасан по људе. Ако тај вртлог захвати човјека, о ће да полуди и оболи. Ако тај вртлог захвати неку птицу, она ће пасти на мјесту мртва, а ако дохвати пса он ће добити бјеснило. Ради заштите од ала људи су бајали или су, прије него што почне олуја, износили пред кућу дрвени стол на ког су постављали хљеб, со, нож црнокорац и сјекиру са оштрицом окренутом према горе према облаку. Такође су бацали камење у смјеру из кога вихор дува. По народном предању из тјела убијене але настају мухе, мушице, змије, гуштери, мишеви и пацови. Постоје и народна предања по којима ала борави у дубокој пећини гдје чува закопано благо. Противници але у народним предањима су змајеви, облачари, орлови, св. Илија, св. Ђорђе, св. Јован, св. Сава, Арханђел Михаило, итд.
За вријеме олуја, але се боре са змајевима који бране људима њиве и усјеве. Тада у њиховој борби једни на друге бљују ватру и бацају камење (од који настају муње, громови и град). Када ала изгуби од змаја, она се склања у високо дрвеће. Але могу побиједити змаја само ако их погоде са црепуљама остављеним ван куће. Такође але могу да униште змаја када пронађу дрво у коме он живи и запале га.
У народним вјеровањима се спомиње да ала зна да напада Сунце и Мјесец у намјери да их уништи или прогута и изазове смак свијета (Овај опис понашања але је веома сличан понашању аждаје). Тако, по предањима помрачење Сунца (или Мјесеца, по предањима из Хомоља) се дешава када га ала заклони својим крилима. Тада га она почне нагризати, и оно поцрвени јер му крв почиње да излази из рана. У овој борби Сунце засија јако и отјера алу, и тако је побједи. За вријеме помрачења, људи су често имали обичај да праве велику буку (галамили су, лупали у разне предмете, звонили звонима, и сл.), пуцали из пушака према помрачењу, или бајали непрестано у намјери да отјерају алу.
Такође се вјеровало и да се ала мијеша у судбину људи и контактира с њима. Але имају способност да узму људско обличје и неке животиње. Тада их у њиховом правом облику само могу препознати људи који су рођени са по шест прстију на рукама (тзв. шестаци). Такође але могу да одвоје своју главу од остатка тијела како би је очистили од црва и буха, а на мјесто ње могу поставити коњску главу. У неким народним приповјеткама але се појављује у облику старије жене, која живи у далекој шуми и која може награђивати или сурово кажњавати људе, ако се нађу у њеној кући. Овај опис але је сличан опису Бабе Јаге. Тако у једној приповјеци пасторка, коју је отјерала маћеха, дође у алину кућу и обраћа јој се са "мајко", биште је по глави, храни њену "живину" (коју чине дивље животиње), а за узврат од але добија као награду ковчег пун злата. Супротно томе она кажњава маћехину кћи и маћеху, пославши им у сандук пун змија отровница. У предањима се чак јавља исти мотиви да, ала код Јужни Словена а Баба Јага код Руса, кумује дјетету па га послије кад то дијете порасте, поједу јер је то дијете открило њен стварни облик, којег је крила.